# Srinivasa Varadhan
Sathamangalam Ranga Iyengar Srinivasa Varadhan (* 2. leden 1940, Čennaí) je indicko-americký matematik. Proslul svými příspěvky k teorii pravděpodobnosti, zvláště vytvořením sjednocené teorie velkých odchylek. Roku 2007 za tuto práci obdržel i prestižní Abelovu cenu. Roku 2010 převzal z rukou prezidenta Baracka Obamy Národní vyznamenání za vědu (National Medal of Science).
Roku 1963 odešel do USA na Newyorskou univerzitu, kde byl ovlivněn svým učitelem Monroe Davidem Donskerem. Jeho blízkým spolupracovníkem se stal Daniel Stroock. Mezi přáteli má přezdívku Raghu. Jeden z jeho synů zahynul během teroristických útoků z 11. září 2011.